# Glaucocharis bipunctella
Glaucocharis bipunctella là một loài bướm đêm trong họ Crambidae.